# Жумабеков, Оналсын Исламович
Жумабе́ков Оналсы́н Исла́мович (каз. Оңалсын Исламұлы Жұмабеков, род. 9 ноября 1948 года, колхоз Кызыл-Орак, Аксуский район, Талды-Курганская область) — Депутат Мажилиса Парламента Республики Казахстан V созыва.

## Биография
Родился 9 ноября 1948 года в колхозе Кызыл-Орак Аксуского района Талдыкорганской области.
В 1974 г. окончил Казахский государственный университет имени С. М. Кирова. Специальность — юрист.
Трудовую деятельность начал в 1966 году рабочим в совхозе «Жанакогамский» Аксуского района Талды-Курганской области.
С 1974 по 1980 — следователь прокуратуры Ауэзовского района города Алма-Аты.
В 1980—1985 годы работал прокурором следственного управления Прокуратуры Казахской ССР, помощник прокурора Казахской ССР по особым поручениям, прокурором Фрунзенского района Прокуратуры города Алма-Аты.
В 1985—1990 занимал должность заместителя прокурора Алма-Атинской области.
С 1990 по 1994 — Прокурор Мангистауской области,
в 1994—1996 — Прокурор Алматинской области.
С 1996 по 2003 года работал заместителем, первым заместителем Генерального Прокурора Республики Казахстан.
В 2003—2005 — Министр юстиции Республики Казахстан.
С апреля 2005 по январь 2007 года — Председатель Центральной избирательной комиссии Республики Казахстан.
В январе 2007 года назначен заместителем Руководителя Администрации Президента Республики Казахстан.
14 февраля 2008 назначен Председателем Высшего Судебного Совета Республики Казахстан. 21 января 2012 — освобожден от занимаемой должности в связи с переходом на новую работу.
С 18 января 2012 Депутат Мажилиса Парламента Республики Казахстан V созыва.

## Награды
- Орден «Данк» II степени (2001)
- Орден Парасат (2009)
- Медаль «20 лет независимости Республики Казахстан» (14 декабря 2011)[3]